# يفغيني ايفانوف
يفغيني ايفانوف (بالروسية: Иванов, Евгений Юрьевич)‏ (24 أغسطس 1979 - ) هو لاعب كرة قدم روسي، يلعب كمدافع، لعب 243 مباراة وسجل 32 هدف.

## مسيرته

### مسيرته مع الأندية
- 1997 - 1999 لعب مع FC Lokomotiv Kaluga [الإنجليزية]‏ 90 مباراة سجل خلالها 10 أهداف.
- 1999 - 2000 لعب مع نادي كريليا سوفيتوف سامارا مباراتين سجل خلالها 4 أهداف.
- 2000 - 2001 لعب مع أبولون ليماسول 23 مباراة سجل خلالها 9 أهداف.
- 2002 - 2002 لعب مع FC Volgar Astrakhan [الإنجليزية]‏ 18 مباراة سجل خلالها هدفين.
- 2003 - 2003 لعب مع نادي دينامو سانت بطرسبرغ [الإنجليزية]‏ 9 مباريات.
- 2003 - 2004 لعب مع Onisilos Sotira [الإنجليزية]‏ 12 مباراة سجل خلالها هدف.
- 2005 - 2005 لعب مع FC Ryazan [الإنجليزية]‏ 20 مباراة سجل خلالها هدف.
- 2006 - 2006 لعب مع تيريك غروزني 5 مباريات.
- 2007 - 2007 لعب مع ميتالورج كوزباس نوفوكوزنتسك 13 مباراة سجل خلالها هدفين.
- 2008 - 2008 لعب مع دينامو بريانسك 13 مباراة سجل خلالها هدف.
- 2008 - 2009 لعب مع FC Kaluga [الإنجليزية]‏ 38 مباراة سجل خلالها هدفين.